# Logiciel unique à vocation interarmées de la solde
Pour les articles homonymes, voir Louvois.
Le logiciel unique à vocation interarmées de la solde (Louvois) est un projet informatique lancé en 1996 par le ministre de la Défense de l'époque, pour unifier le calcul de la rémunération des militaires des armées françaises (Armée de l'air, Armée de terre, Marine nationale), des services communs (santé, essences, etc.) et des formations rattachées comme la direction générale de l'Armement et la Gendarmerie nationale). 
Le logiciel Louvois est développé en interne du ministère, qui en assure la maîtrise d'ouvrage et la maîtrise d'œuvre. Ce choix très risqué s'agissant d'un progiciel aussi complexe, dans le contexte extrêmement divers de la rémunération des militaires, est vivement critiqué par la Cour des comptes.  
Son développement a été marqué par plusieurs échecs, relances, et réorientations entre 2001 et 2011. Le logiciel est enfin entré en service en avril 2011, dans un premier temps uniquement pour les militaires du service de Santé des armées. En juillet 2012, pour tenter d’éteindre l’incendie, le ministère de la Défense fait appel à Steria, qui va alors dépêcher un « commando informatique ». Le ministre de la Défense, Jean-Yves Le Drian, a annoncé le 26 novembre 2013 que ce système très décrié serait finalement abandonné.  
En janvier 2016, le ministre de la Défense Jean-Yves Le Drian annonce que le logiciel va être remplacé par « Source Solde », sous la maîtrise d'ouvrage de la direction générale de l'Armement. Le marché est confié au nouveau groupe de services numériques Sopra Steria, issu de la fusion de Sopra et de Steria. La transition devait s'étaler de 2016 à 2019, afin de permettre aux armées de rapporter les éventuels problèmes constatés lors des tests « grandeur nature » mais à la suite de retards cela a lieu de novembre 2019 à janvier 2021.

## Nom de baptême
Le projet a été nommé « Louvois », en hommage à François-Michel Le Tellier, marquis de Louvois, le ministre de la Guerre de Louis XIV, qui a fait de l'armée française la plus moderne d'Europe, et notamment a institué la rémunération des militaires (solde) telle qu'on la connaît de nos jours. Avant Louvois, la solde était versée globalement aux colonels et capitaines, propriétaires respectivement de leur régiment et leur compagnie. La réforme imposée par Louvois, à partir de 1687, fait que la solde est versée directement à chaque militaire (d'où le nom de « soldat »), moins un prélèvement au profit du Trésor royal pour financer les équipements (armes, uniformes) désormais fournis gratuitement au militaire, et un second prélèvement globalisé au niveau du régiment (appelé les « masses ») pour financer les dépenses collectives : alimentation, entretien de la caserne, etc..

## Conception et réalisation

### Louvois 1
De 2001 à décembre 2003, la première tentative de projet Louvois a consisté à acheter une licence de Pléiades, le progiciel de gestion RH-paie intégrées conçu par l'éditeur français Sopra, et à la faire adapter par l'éditeur aux besoins du ministère de la Défense. Ce premier projet a échoué, le marché se terminant en décembre 2003 sans que le progiciel soit prêt à solder les militaires. Sopra a reçu une indemnisation du ministère de la Défense.

### Louvois 2
La seconde tentative de projet Louvois a lieu de 2004 à 2006. Elle a consisté à faire développer un moteur de calcul et une base de données associée, directement par les informaticiens du ministère de la Défense. Le résultat ne semble pas avoir donné entièrement satisfaction puisqu'en 2006, le projet Louvois fait l'objet d'une réorientation : Louvois 3.

### Louvois 3
Si le moteur de calcul développé par l'Armée, nommé « Système de décompte interarmées » (SDI) fut conservé, les interfaces de saisie des données individuelles des militaires sont abandonnées, au profit exclusivement des interfaces de saisie du système d'information des ressources humaines (SIRH) des armées et services raccordés à Louvois, la réalisation des dites interfaces étant confiée cette fois-ci à la SSII Steria en 2008 au terme d'une procédure de marché public de type « dialogue compétitif ».

### Epilogue
Devant les faiblesses du système et les défaillances du pilotage du Projet Louvois, son abandon est vite évoqué. Pourtant, sans pilote adéquat comme en l'absence d'une autre conception, adaptée et fiable, ledit abandon s'avère lui aussi difficile à concrétiser. En octobre 2018, la presse spécialisée titre ses reportages sur le sujet de manière non équivoque : « Successeur du système LOUVOIS, le logiciel Source Solde n’est pas encore fiable à 100 % »...

## Déploiement
Les marchés du projet Louvois ont été confiés en 2007 et 2008 à Steria (architecture du système et raccordement au noyau commun), Eurogroup Consulting et Mc2i Groupe (maîtrise d'ouvrage).
Avec 10 ans de décalage, Louvois est progressivement déployé à partir de 2011. Ont été raccordés à Louvois :
- En avril 2011, le service de santé des armées (SSA, 13 000 personnes) bascule sur LOUVOIS. Il semble l’avoir utilisé en corrigeant au fil de l'eau les effets des erreurs, puisqu'aucun incident majeur n'avait été identifié[8].
- L'armée de terre et les autres services interarmées (essences, etc.) basculent en octobre 2011 ;
- La marine nationale, en mars 2012.

Demeurent non raccordées à Louvois :
- l'armée de l'air (système GDS)
- la gendarmerie nationale (système PSIDI)
- la direction générale de l'Armement et le contrôle général des armées (système ALLIANCE).

Le ministre de la Défense Jean-Yves Le Drian a décidé fin 2012 un moratoire sur les raccordements à venir, et fin 2013 l'abandon à terme de Louvois. Il n'y aura donc plus de nouveau raccordement à ce système. De même, il était prévu que Louvois laisse place à terme à l'opérateur national de paye, or ce projet a été abandonné par le gouvernement le 7 mars 2014.

## Détails techniques de Louvois
Un audit interne de 2010 constate que « Louvois se révèle peu robuste, difficilement maintenable et exploitable ». Le ministre de la Défense Jean-Yves Le Drian a par ailleurs annoncé en 2013 : « On va remettre en place un dispositif plus robuste », à propos du successeur de Louvois .

## Audits
Le développement difficile du logiciel a suscité plusieurs audits menés en interne par le ministère de la Défense (contrôle général des armées, direction générale des systèmes d'information et de communication, centre d'audit des armées, etc.) ou par des instances extérieures : rapport parlementaire, Cour des comptes.

## Coût
En 2004, le coût de la chaîne des soldes est de 46 millions d'euros.
Le coût direct du projet (sous-traitance, ressources humaines et fonctionnement des structures de conduite de projet) est estimé à 80 millions d'euros par la Cour des comptes.
Le lancement du logiciel a été émaillé de nombreux problèmes : moins-perçus, trop perçus, militaires non payés automatiquement. La Cour des comptes estime à 465 millions d'euros les erreurs de calculs de Louvois pour la seule année 2012.
Le Figaro rapporte que la note actuelle est de 470 millions d’euros, entre le prix d’achat et le coût des dysfonctionnements de Louvois ; cette somme ne tenant pas compte de son remplacement ni du dédommagement de Steria et de ses sous-traitants.

## Responsabilités
Le projet a été mené de 1996 à 2009 par les commissariats des trois armées (terre, air, marine) sous la présidence annuelle tournante de chacun d'eux. Après la suppression de ces services, la responsabilité du projet est passée à la Direction des ressources humaines du ministère de la Défense (DRH-MD) qui en est aujourd'hui autorité cliente, responsable de la maîtrise d'ouvrage et chargée de la maîtrise d'œuvre par le biais du SMSIF-RH. Elle délègue, fin juillet 2014, ses responsabilités de maîtrise d'ouvrage au service du commissariat des armées (SCA) héritier des ex-commissariats d'armée, qui est l'opérateur « métier » de Louvois. La structure de maintenance applicative et d'exploitation est le centre de maintenance informatique de la solde, relevant de la direction des ressources humaines du ministère de la Défense. L'opérateur « technique » est la direction interarmées des réseaux d'infrastructure (DIRISI) qui exploite Louvois au fort du Mont-Valérien à Suresnes, Hauts-de-Seine.
Les audits, menés en 2012, ont conclu à une responsabilité collective dans les défaillances, sans qu'il soit possible d'identifier à titre individuel de responsable.

## Raisons de l'échec et des difficultés rencontrées
La catastrophe industrielle vient des 174 primes et indemnités - qui changent parfois chaque mois pour chaque militaire - que le logiciel doit gérer : il s'agit de 174 primes et indemnités payées suivant des chronologies propres, et parfois interdépendantes. Elle est aussi la conséquence de la succession rapide de situations changeantes, du fait de la mobilité des militaires et de leur projection hors du territoire national. Elle résulte enfin de l'incapacité du logiciel à gérer « proprement » les recalculs liés à la nécessité de valoriser une nouvelle fois et a posteriori certaines situations connues après leur survenue.
Outre ces explications liées au fonctionnement du domaine métier de la solde, il apparaît également que la conception fonctionnelle de ce système d'information ait été insuffisante à modéliser une telle complexité. En effet, les spécifications fonctionnelles générales n'étaient même pas rédigées avec suffisamment d'acuité alors même que la réalisation du logiciel était entamée. En 2015, soit quatre ans après le premier déploiement, la maîtrise d'ouvrage déléguée doit rédiger en catastrophe des spécifications fonctionnelles d'indemnités pourtant calculées depuis le déploiement. Ainsi, la conception n'a jamais pu rattraper le développement, qui s'est fait sans véritable connaissance de l'imbrication fonctionnelle des éléments de calcul.
Enfin, la gouvernance de ce projet est restée à l'image de la conception embryonnaire et de la complexité du métier, à savoir difficilement efficace. Concrètement, trop de comités, mais surtout trop d'acteurs participent de près ou de loin à ce logiciel, sans qu'aucune véritable autorité ne les coordonne, ni ne formule de réelles orientations. Pour pallier ces difficultés, un comité stratégique mensuel est lancé en 2013. Présidé par le Directeur de cabinet civil et militaire du ministre de la Défense, Cédric Lewandowski, ce comité réunit chaque mois les principaux responsables des projets Louvois et Source Solde pour faire un état des lieux sur la solde des militaires et sur le déploiement du nouveau logiciel.

## Conséquences
Liste non exhaustive des conséquences :
- Énormément de militaires (du rang, sous-officiers et officiers) ont eu des retards de paiement et ont même dû prendre des crédits à la consommation pour faire vivre leurs familles ou payer les frais de leurs affectations[12]. Cependant, à compter d'octobre 2012, le ministre de la défense a mis en place un dispositif d'aide qui permettait de verser localement à chacun les sommes dues mais non payées par Louvois.
- En un an, plus de 60 000 militaires auraient reçu un trop-perçu, pour un montant total de 106 millions d’euros[15].

Au total, ce logiciel a sensiblement déstabilisé les militaires dont le calcul de solde était fortement erroné dans un sens ou dans l'autre. En cas de moins-versé, ceux qui étaient en opération extérieure ont parfois vu leur famille devoir faire face à de très sérieuses difficultés, comme des interdictions bancaires. En cas de trop-versé alors ils devaient prendre garde à ne pas dépenser l'écart qui de toute façon devait être remboursé.

## Couverture médiatique
International :
- RFI : Faulty software robs French CAR troops of bonuses

## Autres projets de logiciels de paye ayant rencontré de grandes difficultés
- Opérateur national de paye (projet ONP)